# ルワ語
ルワ語（ルワご、英: Rwa）はバントゥー語群に属する言語である。話者はタンザニアのアルーシャ州に居住するチャガ族の人々である。

## 言語名別称
- Kirwa
- Kirwo
- Meru
- Rwo

## 方言
- Kihai (Meru)